# Goryczuszka Wettsteina
Goryczuszka Wettsteina, goryczka Wettsteina (Gentianella germanica  (Willd.) Börner) – gatunek rośliny z rodziny goryczkowatych.

## Występowanie
Występuje w środkowej i zachodniej Europie. W Polsce jest bardzo rzadka. Z rzadka występuje w Sudetach i na przyległych do nich terenach, w Karpatach Zachodnich i na Wyżynie Małopolskiej, osiągając w Polsce północno-wschodnią granicę zasięgu.

## Morfologia

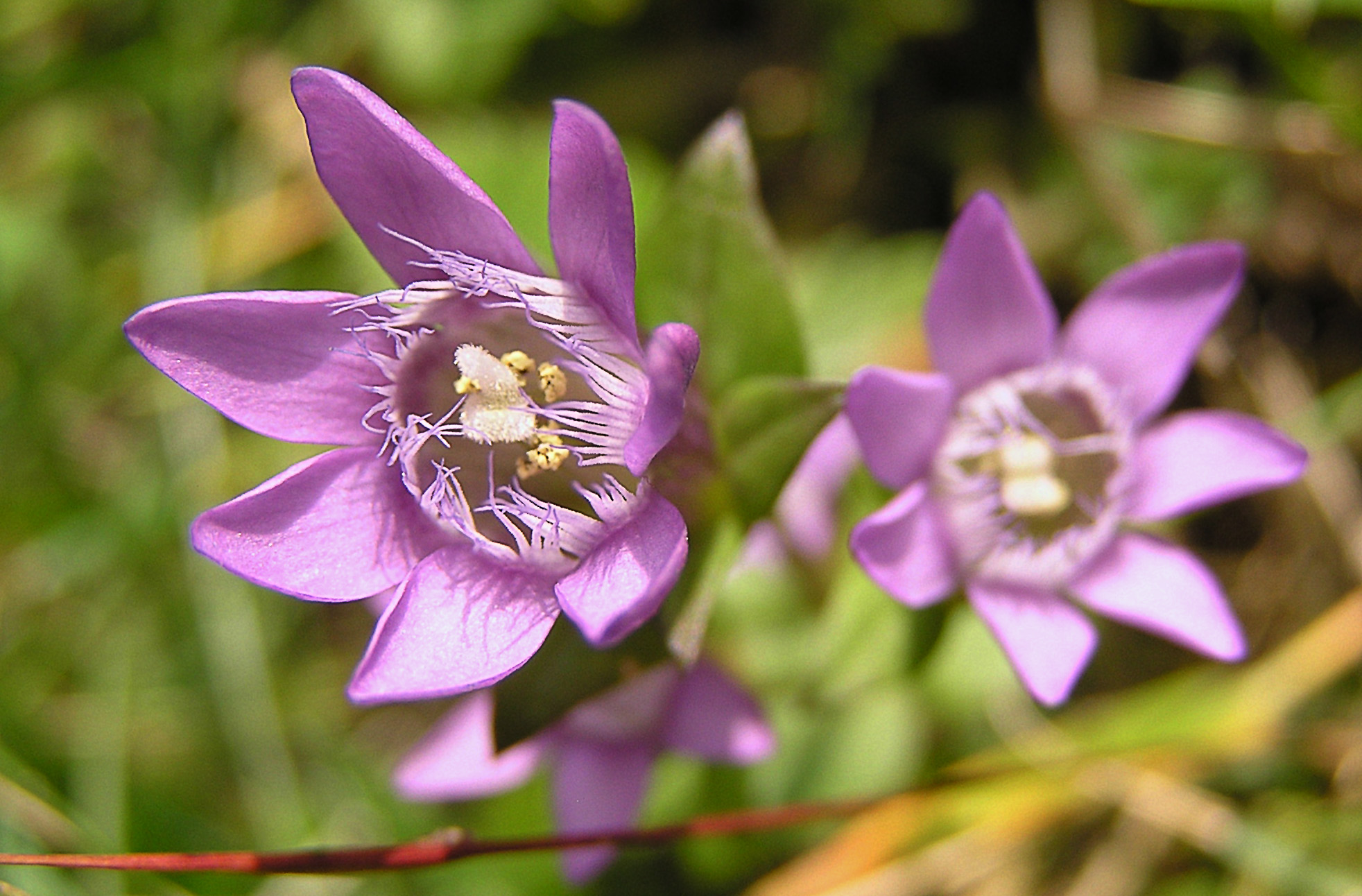
Kwiat

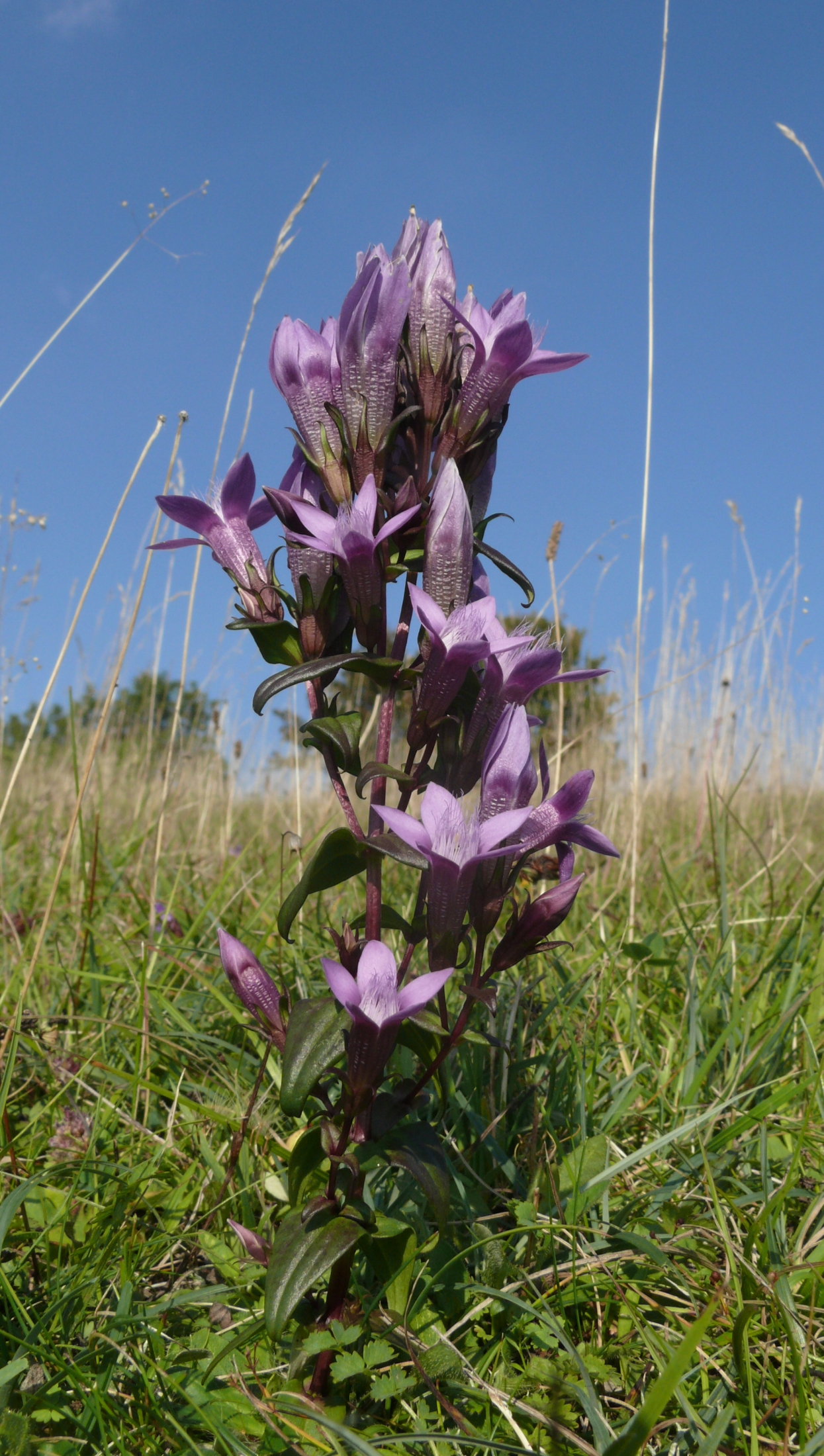
Pokrój

PokrójRoślina jednoroczna lub dwuletnia, wzniesiona, o wysokość 5–30 cm.
ŁodygaWzniesiona, zazwyczaj u góry rozgałęziona.
LiścieU dołu łopatkowate, później jajowato-lancetowate, zaostrzone. Ulistnienie naprzeciwległe.
KwiatyCzerwonofioletowe, z koroną 5-łatkową (wyjątkowo 4-łatkową), o długości 2–4 cm, w gardzieli brodato owłosione. Wyrastają na szypułkach po 1–3 z kątów przysadek. Pręciki w 1/3 długości przyrośnięte do rurki korony, słupek na trzonku.
OwocOsadzona na krótkim trzonku lub siedząca i wystająca z kielicha torebka.

## Biologia i ekologia
Roślina jednoroczna lub dwuletnia. W Polsce kwitnie od maja do października. Przedprątne kwiaty zapylane są przez motyle i błonkówki. Rośnie na ubogich murawach, torfowiskach niskich, łąkach, górskich halach, pastwiskach, chętnie na glebach gliniastych na podłożu bezwapiennym.

## Zagrożenia i ochrona
W Polsce pod ścisłą ochroną gatunkową od 1946 roku. Umieszczona na polskiej czerwonej liście w kategorii DD (stopień zagrożenia nie może być określony).
Najbardziej zagrożona jest przez zanikanie naturalnych siedlisk, na których występuje.